# Vierge moderne
Pour plus de détails, voir Fiche technique et Distribution.
Vierge moderne (italien : Vergine moderna) est un film italien réalisé en 1954 par Marcello Pagliero et sorti en 1956.

## Synopsis
La jeune Claudia veut échapper à la grisaille de la vie provinciale en ciblant les hommes riches mais à chaque fois avec des résultats malheureux. Seul son frère peut l'aider à s'en sortir.

## Fiche technique
- Titre : Vierge moderne
- Titre original : Vergine moderna
- Réalisation : Marcello Pagliero
- Scénario : Catherine Desage et Ennio Flaiano
- Photographie : Mario Montuori
- Décors : Carlo Egidi
- Costumes : Pia Bandini
- Son : Mario Faraoni
- Montage : Giuliana Attenni
- Musique : Nino Rota
- Production : Sirio Film
- Pays : Italie
- Durée : 101 minutes
- Dates de sortie : France - 4 juillet 1956

## Distribution
- Vittorio De Sica : Antonio Valli
- Gabriele Ferzetti : Gabriele Demico
- May Britt : Claudia Bardi
- Vittorio Sanipoli : Vittorio
- Gabriella Palazzoli